# Fossès-et-Baleyssac
Fossès-et-Baleyssac (gaszkonyiul Forcet e Balaissac) egy franciaországi falu Gironde megyében, Aquitania régióban. Lakosainak száma 223 fő (2022. január 1.).

## Földrajz
Bordeaux-tól 70 km-re délkeletre, a Garonne jobb partján, a folyótól 5 km-re fekszik.

## Története
1790 és 1793 között egyesült a két falu: Fossès és Baleyssac.

## Adminisztráció
Polgármesterek:
- 2001–2008 Jean Dupuy
- 2014–2020 Michèle Brujère

## Demográfia
| Lakosok száma | 158  | 118  | 136  | 190  | 186  | 209  | 224  | 231  | 228  | 223  |
|               | 1968 | 1982 | 1990 | 2006 | 2013 | 2015 | 2017 | 2019 | 2020 | 2022 |

## Látnivalók
- Saint-Pierre-ès-Liens templom a 12. századból
- Notre-Dame templom

### Galéria

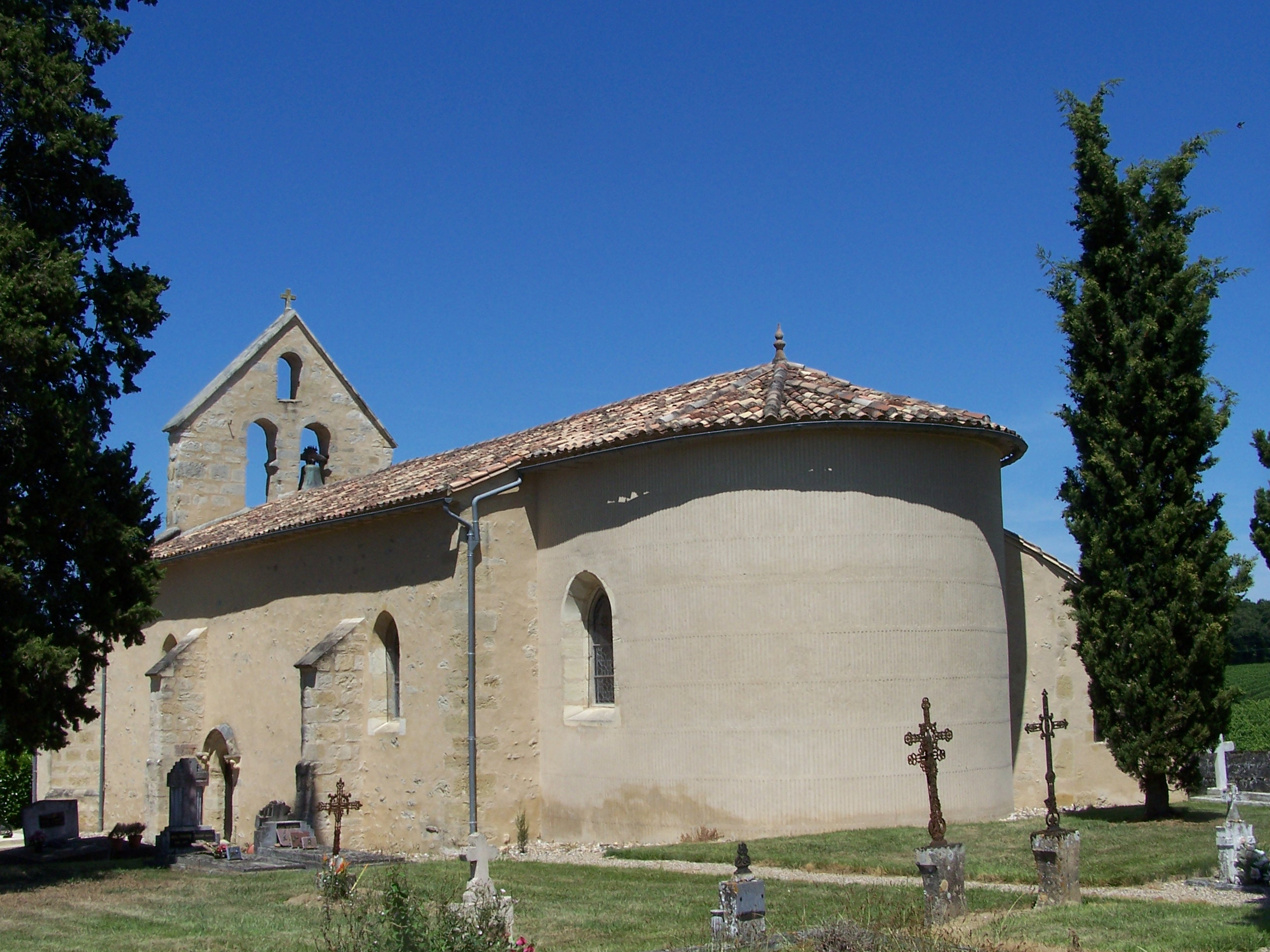
Saint-Pierre (2009)
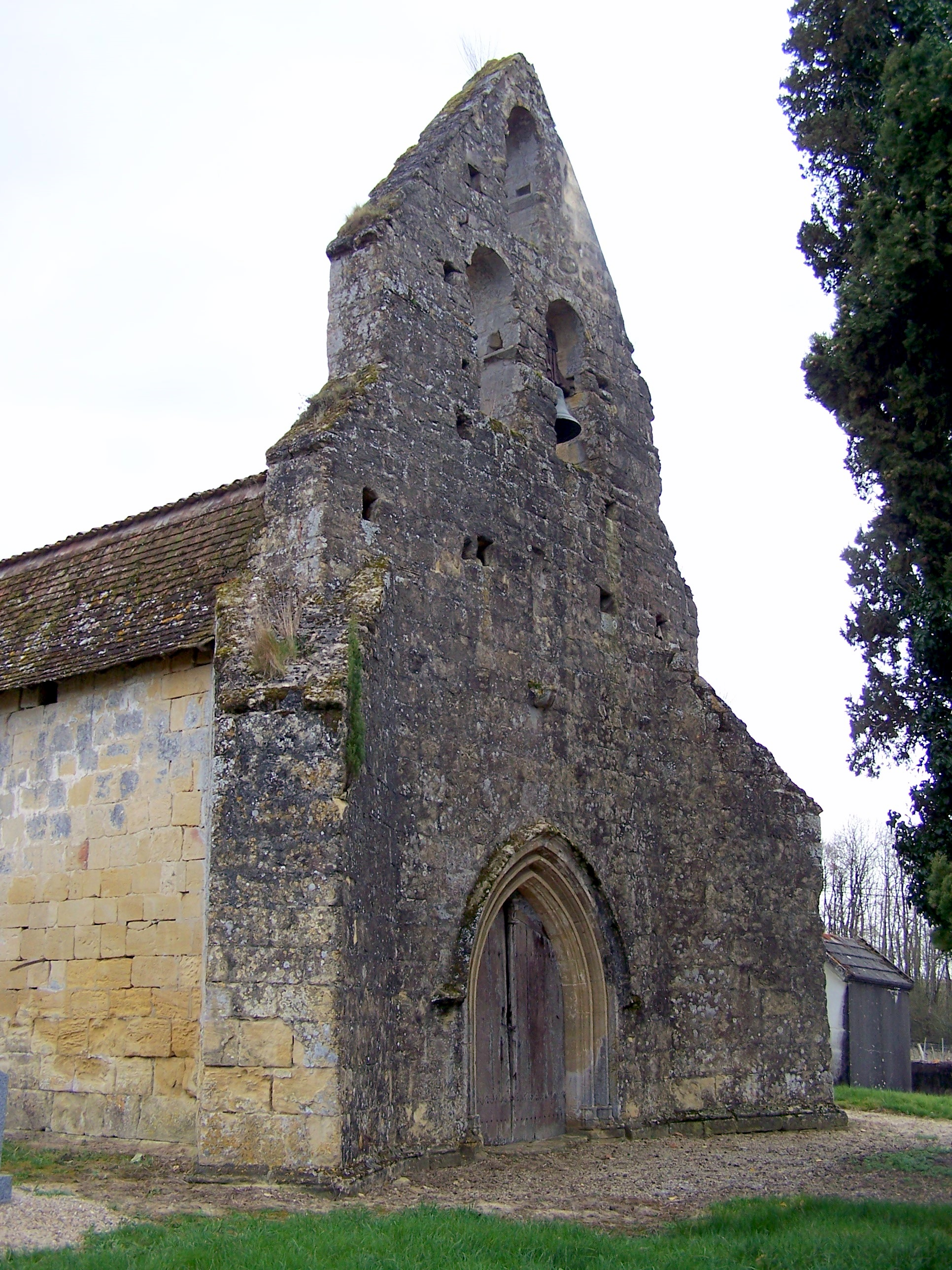
Notre-Dame de Baleyssac (2010)
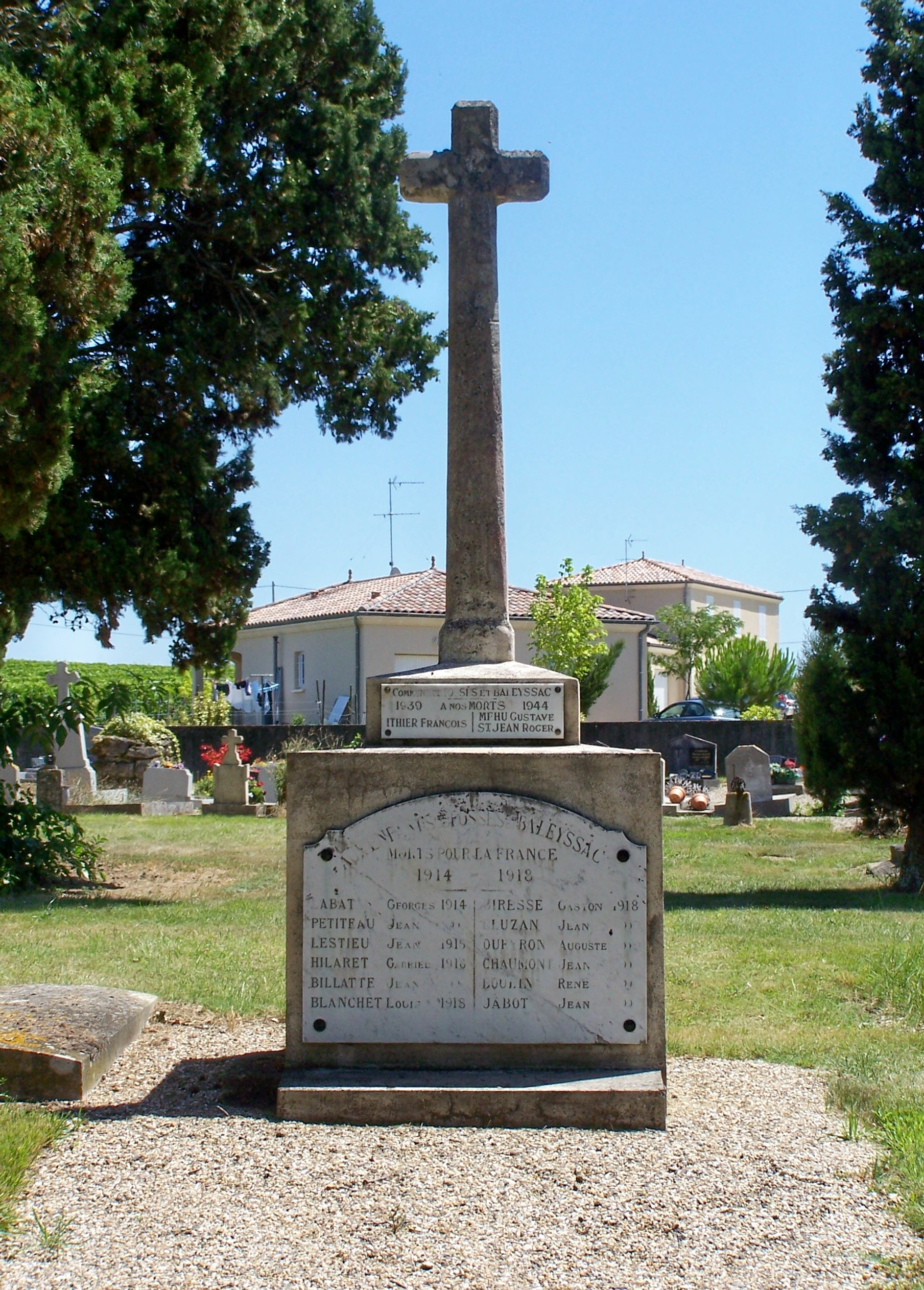
Emlékmű (2009)